# Jordpartikel
Jord kan ved en  teksturanalyse, som udføres ved sining gennem en hel række sold med aftagende maskestørrelse, gives en betegnelse afhængig af størrelsen af jordpartiklerne . Beskrivelsen foreligger som en tabel med procenttal for hver enkelt kornstørrelse. Disse kornstørrelser er pr. definition inddelt således:[kilde mangler]:
| Partikel      | Kornstørrelse   |
| ------------- | --------------- |
| Sten          | >20 mm          |
| Grus          | 2-20 mm         |
| Grovsand      | 0,2-2 mm        |
| Finsand       | 0,02-0,2 mm     |
| Silt          | 0,002-0,02 mm   |
| Ler           | 0,0002-0,002 mm |
| Kalk          | -               |
| Organisk stof | -               |

Pga. jordpartiklerne er jord et granulært materiale.